# Хутір (Шепетівський район)
Ху́тір — село в Україні, у Михайлюцькій сільській громаді Шепетівського району Хмельницької області. Населення становить 640 осіб.

## Географія
Розташоване на західній околиці села Корчик, неподалік лівого берега річки Корчик, на невеликій його лівій притоці. З сусіднім селом з'єднаний асфальтованою дорогою.

## Історія
У 1906 році село Хоровецької волості Ізяславського повіту Волинської губернії. Відстань від повітового міста 38 верст, від волості 5. Дворів 114, мешканців 810.
Під час організованого радянською владою Голодомору 1932—1933 років померло щонайменше 224 жителі села.

## Відомі люди
В селі народилася Брега Галина Степанівна — український історик.